# Famille d'Augusta
La famille d'Augusta est une petite famille d'astéroïdes de la ceinture principale, comprenant (254) Augusta qui lui donne son nom.